# Bevésődés (pszichológia)
A bevésődés (angol nyelven: imprinting) a pszichológiában illetve az etológiában használt fogalom egy az adott faj számára kritikus periódusban bekövetkező tanulás leírására (ez a fajta tanulás egy bizonyos korban vagy életszakaszban következik be) amely gyors és kétségtelenül független a viselkedés következményeitől. Kezdetben olyan helyzetek leírására használták, amikor az állat vagy az ember ösztönző ingereket tanult meg. Az imprinting a kritikus periódus létezését feltételezi.

## Korai bevésődés
A bevésődés legismertebb formája a korai bevésődés, melyben az újonnan világra jött állat a szülei különböző külső és viselkedéses jellemzőit sajátítja el. A tojásból frissen kikelt kacsák, ludak azonnal követni kezdik az első legnagyobb tárgyat, ami megmozdul körülöttük – tehát a szülőt. Egy tartós kötődés alakul ki azon faj egyedeihez, amit először megpillant. Mivel ez az élet korai szakaszában kialakuló kapcsolat, ezért kiirthatatlan nyomokat hagy az egyedben, és élete végéig tart. Ezt először a 19. században, egy amatőr biológus, Douglas Spalding a házi csirkéknél írta le. Ezt a jelenséget Oskar Heinrot fedezte fel újra, majd tanítványa, Konrad Lorenz kezdte el nyári ludakon behatóbban tanulmányozni a jelenséget. Lorenz kimutatta, hogy az inkubátorban kikelt libában is nyomot hagy, az első mozgó inger a kritikus időszakban, ami nagyjából a kikelés után számított 13-16 óra. Például a kislibákban, maga Lorenz volt az, aki nyomot hagyott, pontosabban a csizmája. A kismadarak nehezen tudtak Lorenz és asszisztensnője között különbséget tenni, mivel mindketten ugyanazt a csizmát hordták. Tehát, ha életük első napján nem az anyjukat látják meg, hanem egy elfelé mozgó, nagyjából hasonló nagyságú tárgyat látnak, azt kezdik el követni, s annak a tulajdonságait igen gyorsan és tartósan megjegyzik.

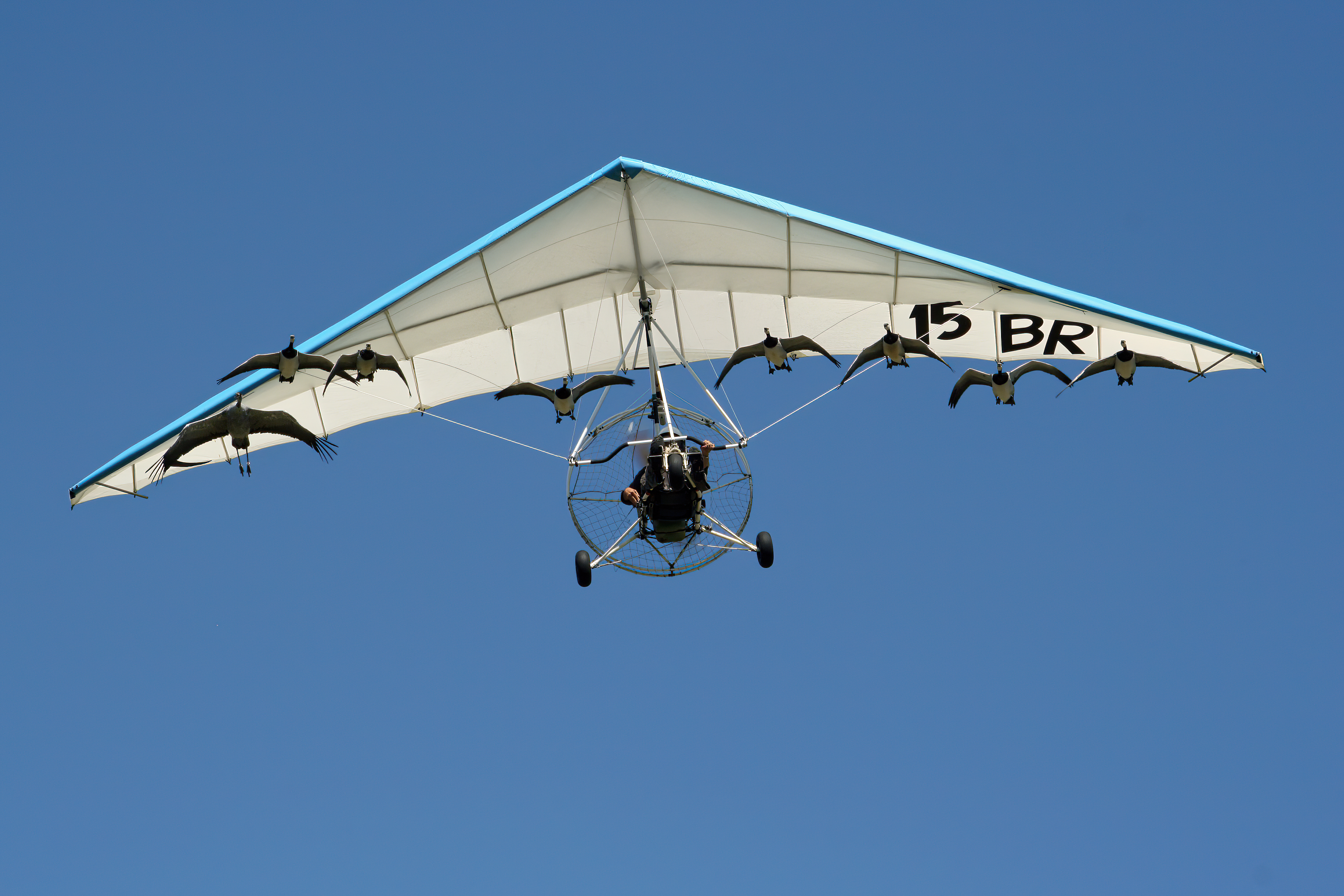
Daru és ludak repülnek egy nagyon könnyű repülőgép szárnyai alatt

Az imprinting leginkább a madárfajok jellemzője, azok közül is a fészekhagyóké. Ha az újszülött egyed az azonos fajú felnőtt egyed helyett valamilyen más fajhoz tartozó élőlényt pillant meg, akkor hozzá fog kötődni, úgy fog viselkedni később vele szemben, mint saját egy fajtájabelivel.
A bevésődés periódusának eleje az igazán megszabott, a vége neurális átszerveződésnek köszönhető, ami azt jelenti, hogy ha nincs inger, akkor az érzékeny szakasz sokáig kitolható. Fehérjeszintézis-gátlókkal megakadályozható, ebből az következik, hogy az abban részt vevő neuronok átalakulnak, s mivel ez vezet a tartós memóriához, így nem alakul ki. Altbacker Vilmos szerint a bevésődés tartóssága ellenére is kimutatható felejtés, és tanulásszerkesztők szerint csak fokozati különbség van más tanulási formákhoz képest a reakciók erejében (Barta, Liker, & Székely, 2002). Általában igaz, hogy a tanuláshoz a motiváció magas szintje elengedhetetlen, lehet, hogy a bevésődés azért tűnik olyan gyorsnak, mert a fiatal állat minden érdeklődése a kiváltó tárgyra koncentrálódik.

## Bevésődés az embereknél
Régóta köztudott, hogy a születést követően az anya-gyerek kapcsolat történései meghatározóak lehetnek, az egész életre nézve. Azok a gyermekek, akik csecsemőkorukban nem kapták meg az anyai szeretetet, felnőtt korukban nem képesek tartós, intim helyzeteket, kapcsolatokat létrehozni vagy fenntartani. Társas viselkedésük az imprinting-időszak sérülése miatt jellegzetes módon megváltozik, torzul. A csecsemő számára az imprinting létrejöttének kritikus időszaka az első életév. A vizsgálatokból tehát az látszik, hogy a gyerekkor szakaszában meghatározó szerepet játszanak a bevésődés vagy imprinting jellegű folyamatok. Ismeretes az is, hogy az imprinting a szülőkhöz való kötődésen kívül a felnőttkori szexuális viselkedés kifejlődésében is fontos szerepet játszik (Bereczkei, 2009).

## Szexuális bevésődés
Az úgynevezett szexuális bevésődés során a szülővel való együttélés olyan párválasztási tendenciákat hoz létre, amelyek tartósan fennmaradnak felnőttkorban. Nem csak embereken mutatták ki, hogy az élőlények olyan párt választanak szaporodásukhoz, amelyek hasonlítanak az őket nevelő felnőttekhez. A Pécsi Tudományegyetemen Bereczkei Tamás és kutatócsoportja régóta foglalkozik azzal a kérdéssel, hogy mi határozza meg a férfiak és a nők párválasztását. Fiatal éveink alatt képesek vagyunk megtanulni közeli rokonaink jellegzetes tulajdonságait, és ezt követően olyan párt választani, aki különbözik saját szüleinktől és testvéreinktől, egyúttal azonban hasonlít is hozzájuk.
Bereczkei professzor és kollégája, Gyuris Petra egy kísérletsorozatában több mint 300 családtagokról és kontrollszemélyekről készült arcképet kellett összehasonlítaniuk a találomra kiválasztott, a fényképeken szereplő embereket nem ismerő kísérleti alanyoknak. A résztvevők a véletlenszerű ráhibázásnál jóval nagyobb gyakorisággal társították a feleségekről és az anyósaikról készült fényképeket.
A férfiakra is vonatkoztatható ez az eredmény, azonban rámutattak arra is, hogy azok a férfiak, akik több törődést kaptak gyermekkorukban az anyjuktól, inkább választanak hozzá hasonló párt, mint azok, akiknek rosszabb volt a kapcsolatuk édesanyjukkal. Ebből az vonható le, hogy a korai gyerekkor egy érzékeny szakaszában szerzett benyomások alakítják ki a későbbi párválasztási preferenciát az ellenkező nemű szülő megfigyelt tulajdonságai révén.
Bebizonyosodott az is, hogy a bevésődés egy tanulási folyamat, nem pedig egy genetikailag megszabott észlelési mechanizmus. Ugyanis, amikor olyan lányokat illetve nőket vizsgáltak, akik őket örökbefogadó apákkal éltek együtt, hasonló összefüggést találtak. A képeket elbíráló kísérleti alanyok jelentős hasonlóságot találtak a lányok férjének és a nem biológiai apjuk arcvonásai között, s ezt az összefüggést a gyerekkori apa-lánya kapcsolat milyensége befolyásolta. Ha gyermekkorban jó volt az apa-lánya kapcsolat, akkor a későbbi partner jobban hasonlított a mostohaapára, mint a kevésbé bensőséges kapcsolatban élő családoknál.
További kísérletekben az arcvonások tényleges méreteit hasonlították össze. Több, mint 300 személy 14 arcvonását mérték le egy számítógépes program segítségével, szinte a milliméter törtrészének pontosságáig (orr hosszúsága, szem szélessége, ajkak teltsége). Az adatokat arc-arány számítással alkalmassá tették az egyének közötti összehasonlítások elvégzésére. Eredményül azt kapták, hogy a házaspárok szinte minden arc-metrika tekintetben erős hasonlóságot mutattak egymással, illetve a fiatal felnőttek jobban hasonlítottak párjuk ellentétes nemű szülőjére, mint egy véletlenszerűen kiemelt bármilyen más személyre.
Összegzésként: a vizsgálati eredményekből az következik, hogy az ellentétes nemű szülőről gyerekkorban kialakított emlékezeti kép fontos szerepet játszik a felnőttkori párválasztás folyamán, és ez összhangban áll a szexuális imprinting elméletével. Egyedül még azt nem sikerült egyértelműen eldönteni, hogy a bevésődés veleszületett detektálási mechanizmus alapján megy végbe, vagy pedig tanulási folyamat eredménye. Azonban nagy valószínűséggel mindkettő részt vesz az ember szociális viselkedésében.
Ezek a magyarázatok megoldásául szolgálhatnak a pszichoanalízis úttörői által megfogalmazott problémákra, így ide kapcsolható Sigmund Freud Ödipusz elmélete. Ismeretes, hogy ő azt feltételezte, hogy az anya és a fiúgyermeke között szexuális természetű kapcsolat alakult ki a gyerekkor korai szakaszában. Felvetette, hogy az az úgynevezett ödipális kapcsolat a fiú párválasztásában valószínűleg szerepet játszik, viszont ezt később semmivel nem igyekezett alátámasztani. Mi azonban elmondhatjuk, hogy jogos az a feltételezés, miszerint a felnövő gyerek az ellentétes nemű szülőről kialakított mentális modellt használja fel, amikor párt választ.